# 亨訥普

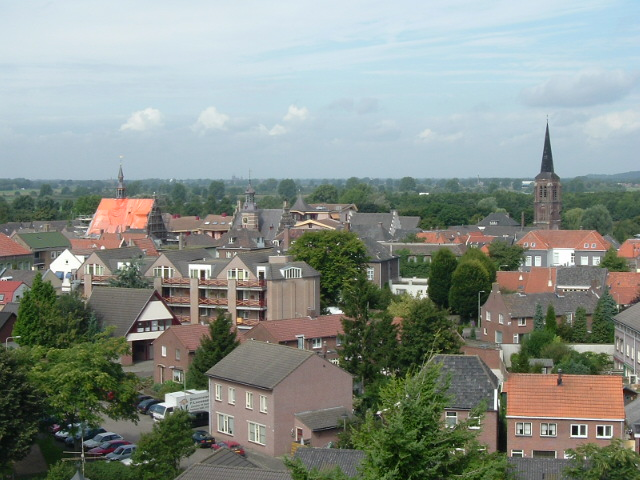

亨訥普（荷蘭語：Gennep）是荷蘭的市镇，位於該國東南部，由林堡省負責管轄，面積50.4平方公里，建成區面積2.11平方公里，2007年人口16,865，人口密度為每平方公里351人。

## 外部連結
- Official Website （页面存档备份，存于）